# 군사혁명위원회

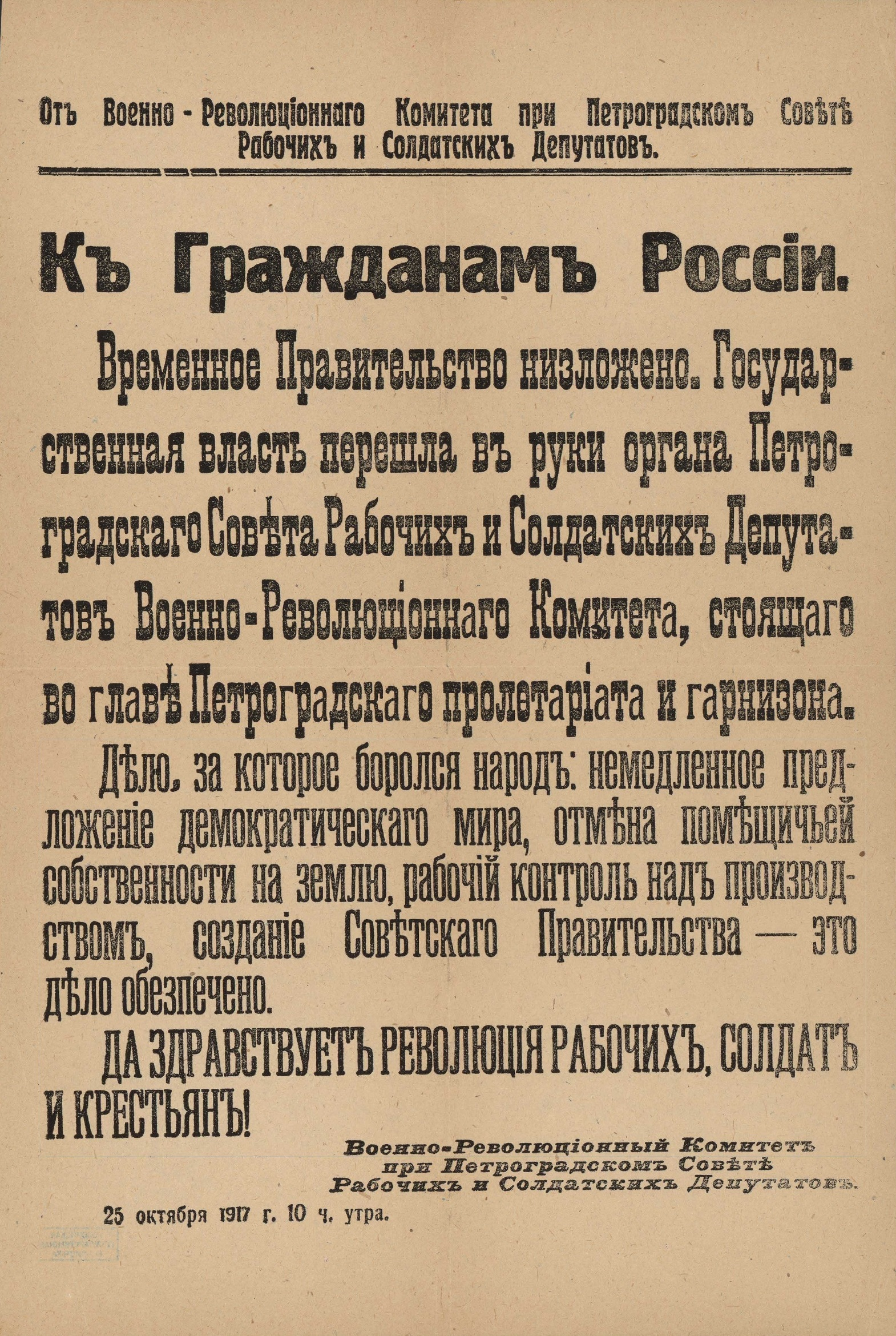
러시아 공화국 정부의 해산을 선언하는 페트로그라드 군사혁명위원회 선언문 사본.

군사혁명위원회(軍事革命委員會, 러시아어: Военно-революционный комитет 보옌노 레볼류치오니 코미테트[*], 영어: Military Revolutionary Committee)는 러시아 혁명 당시 볼셰비키가 10월 혁명을 준비하면서 각 소비에트 아래 설치했던 군사조직들이다.
특기할 만한 군사혁명위원회들은 페트로그라드 소비에트, 모스크바 소비에트, 스타브카 산하의 군사혁명위원회들이 있다. 페트로그라드 군사혁명위원회는 1917년 10월 29일 설치되었다.

## 같이 보기
- 국가재건최고회의